# 游戏代练
游戏代练是指一个玩家通过有偿或无偿的方式请代练方进入玩家在该游戏的游戏账号角色，代练方需要完成该玩家指定的任务，不限于刷副本打怪、角色升级、排位升段等操作。在法律层面看，有偿的代练实际上是一种雇佣关系，既普通玩家与代练方签订合同，代练方需要完成玩家一方委派的任务，而玩家方则需要向代练方支付相应的报酬。代练这一玩家行为被部分游戏公司认为是一种破坏游戏平衡性的作弊行为，因此部分游戏运营方严厉打击游戏代练行为。近期多款网络游戏包括但不限于英雄联盟、冒险岛陆续发布打击游戏代练的公告。